# Baka (langue oubanguienne)
Pour les articles homonymes, voir Baka.
Ne doit pas être confondu avec Baka (langue nilo-saharienne).
Le baka est une langue oubanguienne parlée par les Bakas du Cameroun et du Gabon. Elle est différente du baka du Soudan et du Congo-Kinshasa, qui est une langue nilo-saharienne. On l’appelle parfois aussi babinga, mais ce terme désigne plus précisément la langue des Babinga, ou désigne parfois la langue des Akas.

## Écriture
Le baka peut s’écrire de plusieurs façons. Il n’y a pas d’orthographe officielle. Cependant une orthographe recommandée a été rédigée en 2009 et est soutenue par le Ministère de la Recherche Scientifique et de l’Innovation du Cameroun Allo.
Cet alphabet est basé sur l’Alphabet général des langues camerounaises.
| Alphabet baka (2009) | Alphabet baka (2009) | Alphabet baka (2009) | Alphabet baka (2009) | Alphabet baka (2009) | Alphabet baka (2009) | Alphabet baka (2009) | Alphabet baka (2009) | Alphabet baka (2009) | Alphabet baka (2009) | Alphabet baka (2009) | Alphabet baka (2009) | Alphabet baka (2009) | Alphabet baka (2009) | Alphabet baka (2009) | Alphabet baka (2009) | Alphabet baka (2009) | Alphabet baka (2009) | Alphabet baka (2009) | Alphabet baka (2009) | Alphabet baka (2009) | Alphabet baka (2009) | Alphabet baka (2009) | Alphabet baka (2009) | Alphabet baka (2009) | Alphabet baka (2009) | Alphabet baka (2009) | Alphabet baka (2009) | Alphabet baka (2009) | Alphabet baka (2009) | Alphabet baka (2009) | Alphabet baka (2009) |
| -------------------- | -------------------- | -------------------- | -------------------- | -------------------- | -------------------- | -------------------- | -------------------- | -------------------- | -------------------- | -------------------- | -------------------- | -------------------- | -------------------- | -------------------- | -------------------- | -------------------- | -------------------- | -------------------- | -------------------- | -------------------- | -------------------- | -------------------- | -------------------- | -------------------- | -------------------- | -------------------- | -------------------- | -------------------- | -------------------- | -------------------- | -------------------- |
| A                    | B                    | Ɓ                    | D                    | Ɗ                    | E                    | Ɛ                    | G                    | GB                   | H                    | I                    | J                    | K                    | KP                   | L                    | M                    | MB                   | N                    | ND                   | NG                   | NGB                  | NJ                   | NY                   | O                    | Ɔ                    | P                    | S                    | T                    | U                    | W                    | Y                    | ʼ                    |
| a                    | b                    | ɓ                    | d                    | ɗ                    | e                    | ɛ                    | g                    | gb                   | h                    | i                    | j                    | k                    | kp                   | l                    | m                    | mb                   | n                    | nd                   | ng                   | ngb                  | nj                   | ny                   | o                    | ɔ                    | p                    | s                    | t                    | u                    | w                    | y                    | ʼ                    |
| Prononciation        |                      |                      |                      |                      |                      |                      |                      |                      |                      |                      |                      |                      |                      |                      |                      |                      |                      |                      |                      |                      |                      |                      |                      |                      |                      |                      |                      |                      |                      |                      |                      |
| /a/                  | /b/                  | /ɓ/                  | /d/                  | /ɗ/                  | /e/                  | /ɛ/                  | /ɡ/                  | /ɡ͡b/                 | /h/                  | /i/                  | /d͡ʒ/                 | /k/                  | /k͡p/                 | /l/                  | /m/                  | /ᵐb/                 | /n/                  | /ⁿd/                 | /ŋ/                  | /ᵑɡ͡b/                | /ⁿd͡ʒ/                | /ɲ/                  | /o/                  | /ɔ/                  | /p/                  | /s/                  | /t/                  | /u/                  | /w/                  | /j/                  | /ʔ/                  |

Les tons sont indiqués à l’aide d’accent : l’accent aigu pour le ton haut (á é ɛ́ í ó ɔ́ ú), et l’accent grave pour le ton bas (à è ɛ̀ ì ò ɔ̀ ù), le ton moyen n’est pas indiqué)
Brisson utilise une orthographe légèrement différente dans ses dictionnaires. Il utilise notamment la lettre coup de glotte ʔ au lieu de l’apostrophe.